# Menhir von Trebnitz
Der Menhir von Trebnitz war vermutlich ein vorgeschichtlicher Menhir bei Trebnitz, einem Ortsteil von Könnern im Salzlandkreis, Sachsen-Anhalt.

## Lage
Der Stein befand sich östlich von Trebnitz und nördlich des Galgenbergs auf dem Brandsäulenfeld. Nach einer Sage sollen auf dem Brandgräberfeld Hexenverbrennungen stattgefunden haben.

## Beschreibung
Über den Stein ist lediglich bekannt, dass er säulenförmig war. Angaben zum Material und zu seinen Maßen liegen nicht vor. Auch über die Zeit seiner Zerstörung ist nichts bekannt.
Funde aus der Umgebung des Menhirs stammen von der schnurkeramischen Kultur und aus dem slawischen Frühmittelalter.